# Triciklični antidepresiv
Triciklični antidepresivi (krat. TCA) so skupina antidepresivov z značilno zgradbo iz treh kondenziranih obročev, ki preprečujejo ponovni privzem serotonina in noradrenalina ter zavirajo nekatere receptorje za živčne prenašalce. Odkrili so jih v 50-ih letih dvajsetega stoletja in jih pozneje v omenjenem desetletju tudi utržili.
Po vsem svetu jih opuščajo in nadomeščajo jih t. i. zaviralci ponovnega privzema serotonina in noradrenalina (SNRI) in selektivni zaviralci ponovnega privzema serotonina (SSRI).

## Klinična uporaba
Primarno se uporabljajo za zdravljenje motenj razpoloženja, kot so velika depresivna motnja, distimija, na zdravljenje neodzivna depresija. Uporabljajo se tudi za zdravljenje drugih bolezni, na primer anksioznih motenj, kot so generalizirana anksiona motnja, socialna fobija, obsesivno-kompulzivna motnja, panična motnja, potravmatska stresna motnja, dismorfna telesna motnja, motnje hranjenja (anoreksija nervoza, bulimija), določene osebnostne motnje (npr. mejna osebnostna motnja), nevrološke motnje (na primer motnja aktivnosti in pozornosti), parkinsonove bolezni, pa tudi za zdravljenje kronične bolečine, nevralgije ali nevropatske bolečine, fibromialgije, glavobola, migrene, tourettovega sindroma, trihotilomanije, sindroma razdražljivega črevesa, intersticijskega cistitisa, nočnega močenja, za blaženje simptomov ob prenehanju kajenja.